# شهرستان بابادهقان
شهرستان بابادهقان (به ترکمنی: Babadaýhan etraby، بابادایحان اطرابیٛ) یک شهرستان در ترکمنستان است که در استان آخال واقع شده‌است.

## تقسیمات اداری
شهرستان بابادهقان شامل یک شهر و هشت شورای روستایی می‌باشد.
- شهرها (şäherler / شأهرلر)
  - بابادهقان (Babadaýhan / بابادایحان)

- شوراهای روستایی (oba geňeşlikleri / اوْبا گنگشلیکلری)
  - آق‌آلتین (Ak altyn / آق‌آلتیٛن)
    - آق‌آلتین (Ak altyn / آق‌آلتیٛن)

  - آق‌وکیل (Akwekil / آق‌وکیل)
    - آق‌وکیل (Akwekil / آق‌وکیل)
    - چیلی (Çili / چیلی)

  - بابادهقان (Babadaýhan / بابادایحان)
    - بابادهقان (Babadaýhan / بابادایحان)

  - تازه‌یول (Täzeýol / تأزه‌یوْل) 
    - تازه‌یول (Täzeýol / تأزه‌یوْل)
    - گوتین (Götin / گؤتین)

  - زحمت (Zähmet / زأحمت)
    - آلتی قارلی‌یف (Alty Garlyýew adyndaky / آلتیٛ قارلیٛ‌یف آدیٛنداقیٛ)
    - مأمور (Mamur / ماموُر)

  - حاصل (Hasyl / حاصیٛل)
    - حاصل (Hasyl / حاصیٛل)

  - قره‌وکیل (Garawekil / قاراوکیل)
    - قره‌وکیل (Garawekil / قاراوکیل)
    - قراجه‌اولاق (Garajaowlak / قاراجااوْولاق)

  - یاری‌گوکجه (Ýarygökje / یاریٛ‌گؤکجه)
    - یاری‌گوکجه (Ýarygökje / یاریٛ‌گؤکجه)